# 希拉穆仁镇
希拉穆仁镇，是中华人民共和国内蒙古自治区包头市达尔罕茂明安联合旗下辖的一个乡镇级行政单位。

## 行政区划
希拉穆仁镇下辖以下地区：
白彦淖尔嘎查、哈拉乌素嘎查和呼和点素嘎查。